# Sant'Antioco (Italia)
Sant'Antioco (sardinsky: Santu Antiògu) je italská obec (comune) v provincii Sud Sardegna v regionu Sardinie. Nachází se ve výšce 7 metrů nad mořem a má přibližně 11 tisíc obyvatel. Rozloha obce je 87,90 km².